# Carl-Eugen Eberle
Carl-Eugen Eberle (* 17. Juni 1946 in Lahr/Schwarzwald) ist ein deutscher Jurist und ehemaliger Hochschullehrer an der Universität Hamburg.

## Leben
Eberle studierte ab 1966 an der Albert-Ludwigs-Universität Freiburg Rechtswissenschaft. 1966 wurde er im Corps Palatia-Guestphalia recipiert. Später wechselte er an die Ludwig-Maximilians-Universität München, wo er 1970 mit dem ersten juristischen Staatsexamen sein Studium beendete. Nach dem anschließenden Vorbereitungsdienst in Regensburg legte er 1974 das zweite Staatsexamen ab. Mit einer Doktorarbeit bei Wilhelm Steinmüller wurde er 1976 an der Universität Regensburg zum Dr. iur. promoviert. Seine Habilitation schloss Eberle 1982 an der Universität Konstanz ab. Er erhielt die Venia legendi für die Fächer Öffentliches Recht und Verwaltungswissenschaft. 1983/84 vertrat Eberle den Lehrstuhl an der Hochschule für Verwaltungswissenschaften in Speyer. Von 1984 bis 1990 war er Inhaber des Lehrstuhls für Öffentliches Recht und Verwaltungswissenschaften an der Universität Hamburg. 1990 wechselte er als Chefjustitiar zum ZDF. Dort ging er 2011 in den Ruhestand. Seitdem war er bis Ende 2018 ehrenamtlicher Vorsitzender des Deutschen Nationalkomitees des International Press Institute (IPI) in Wien.

## Veröffentlichungen
- Informationstechnik in der Juristenausbildung : Ausbildungskonzepte, juristische PC-Pools, Nutzung von Datenbanken, Lernprogramme, Expertensysteme, Perspektiven, staatliche Förderung. C. H. Beck, München 1989.
- Rundfunkübertragung - Rechtsfragen der Nutzung terrestrischer Rundfunkfrequenzen. Duncker & Humblot, Berlin 1989, ISBN 978-3-428-06656-8.
- Carl-Eugen Eberle & Hubertus Gersdorf: Der grenzüberschreitende Rundfunk im deutschen Recht. Nomos, Baden-Baden 1993, ISBN 978-3-7890-3113-7.
- Der Wandel des Staates vor den Herausforderungen der Gegenwart : Festschrift für Winfried Brohm zum 70. Geburtstag. C. H. Beck, München 2002.